# Борщаговский химико-фармацевтический завод
Публичное акционерное общество “Научно-производственный центр “Борщаговский химико-фармацевтический завод”” (ПАО НПЦ “Борщаговский ХФЗ”) — фармацевтическое предприятие, расположенное в Киеве.

## История и развитие
В 1947 году Борщаговский химико-фармацевтический завод (БХФЗ) начинает работу в селе Никольская Борщаговка на окраине Киева. Сначала выпускал лекарственные средства, продукты питания и другие товары.
В 1960 году предприятие получило статус завода, перейдя к производству исключительно фармацевтических препаратов.
В 1976 году Борщаговский химико-фармацевтический завод вошел в состав фармацевтического объединения «Дарница».
В 1993 году Борщаговский ХФЗ вышел из состава фармацевтического объединения «Дарница». В том же году была начата приватизация предприятия, которая завершилась в 1994 году.
В 1994 году американская компания R&J Trading International, Inc инвестировала в Борщаговский химфармзавод несколько миллионов долларов. Было создано совместное предприятие АОЗТ БХФЗ и R&J Trading International с распределением долей 50 на 50. Главой правления этого СП стал директор БХФЗ Николай Беспалько.
В 1995 году между американскими инвесторами и украинской стороной возник конфликт, Николай Беспалько и его жена Людмила создали новую компанию с похожим названием - ООО “Научно-производственный центр “Борщаговский химфармзавод”” (ООО НТЦ БХФЗ).
В 1997 году СП АОЗТ БХФЗ признано банкротом в суде.
В 2000 году Киевская городская государственная администрация получила долю в 30% в ООО НТЦ БХФЗ. Еще 50% акций завода были переданы оффшорным компаниям.
В 2002 году проведен сертификационный аудит на соответствие правилам GMP (Good Manufacturing Practice — надлежащая производственная практика) производства, контроля, хранения и транспортировки стерильных инъекций антибиотиков и антибиотиков в капсулах, лабораторию контроля качества. (Аудитор — “Certipharm”, Франция).
В 2003 году было проведено сертификационное инспектирование производства стерильных порошков антибиотиков во флаконах и антибиотиков в капсулах на соответствие требованиям GMP ЕС, рекомендациям PIC / S , с учетом GMP ВОЗ (сертификат № 1 и сертификат № 2, Государственная служба лекарственных средств и изделий медицинского назначения Министерства охраны здоровья Украины).
В 2004 году на предприятии внедрена одна из самых современных автоматизированных систем управления производством и ресурсами MFG/PRO.
На предприятии внедрена интегрированная фармацевтическая система качества (IPQS), которая объединяет требования стандартов:
- GMP (надлежащая производственная практика)
- GDP (надлежащая практика дистрибьюции)
- GSP (надлежащая практика хранения)
- G (Q) СLP (надлежащая лабораторная практика контроля качества )
- ISO 9001 (система управления качеством)
- ISO 14001 (система экологического управления)
- ISO 17025 (общие требования к компетентности испытательных и калибровочных лабораторий)
- ISO 50001 (система энергетического менеджмента)
- OHSAS 18001 (система управления охраной здоровья и безопасностью труда)
- SA 8000 (социальная ответственность)
- Регламент Европейского Парламента и Совета (ЕС) № 852/2004 от 29.04.2004 по гигиене пищевых продуктов, в том числе принципы НАССР (анализ эксплуатационной безопасности и критические контрольные точки, учитывает элементы системы IMPAC 10000 (система управления, нацеленная на повышение эффективности работы предприятия и снижение затрат ресурсов).

Полученные сертификаты соответствия стандартам ISO 9001, ISO 14001, OHSAS-18001, выданные компетентным сертификационным органом «SGS», (Швейцария).
В 2012 году КГГА выставила на продажу свою долю Борщаговского химико-фармацевтического завода.
В 2015 году фармацевтическая компания «Дарница» выкупила долю акций КГГА.

### Конфликт с американскими инвесторами
В 1994 году американская компания R&J Trading International, Inc инвестировала в Борщаговский химфармзавод несколько миллионов долларов. Было создано совместное предприятие АОЗТ БХФЗ и R&J Trading International с распределением долей 50 на 50. Главой правления стал директор БХФЗ Николай Беспалько.
В 1995 году Николай Беспалько и его жена Людмила создали новую компанию с похожим названием — ООО “Научно-производственный центр “Борщаговский химфармзавод”” (ООО НТЦ БХФЗ). Затем супруги провели дополнительную эмиссию акций Совместного предприятия, и все акции допэмиссии купило новосозданное ООО НТЦ БХФЗ. Управление всеми активами БХФЗ перешло к Беспалько.
R&J обратилась с иском в Высший арбитражный суд Украины с иском о незаконном размытие ее доли. Пока шло разбирательство, украинские партнеры вывели все активы БХФЗ из совместного предприятия.
В 1997 году в судебном порядке СП АОЗТ БХФЗ было признано банкротом, а в 2000 году суд оставил это решение в силе.
R&J обратилась к президенту Леониду Кучме, а также в посольство США в Украине и в Конгресс США. В то время действовала межгосударственная комиссия «Кучма — Гор», и случай с СП БХФЗ стал предметом ее рассмотрения.
Позднее в конфликт Беспалько с американскими инвесторами вмешался мэр Киева Александр Омельченко.
«В 1994 году, когда создавалось пресловутое СП, — признался мэр Киева Александр Омельченко, — все мы, и работники завода, и высокие руководители (принимаю, кстати, это и в свой адрес) были, словно полуслепые котята... Однако сегодня можно с уверенностью сказать: уроки не прошли зря, у нас есть опыт, и мы уже не допустим ситуации, подобно Борщаговскому химфарму, ставшей ущемлением национальных интересов», — цитировала мэра Киева газета «День».  
После этого 30% акций ООО НТЦ БХФЗ были переданы в собственность города Киева.

### Конфликт с КГГА
В 2012 году Киевская городская государственная администрация (КГГА) выставила на продажу коммунальный пакет акций БХФЗ в размере 29,95% по причине низкой доходности предприятия.
Аукцион состоялся в 2015 году. Победителем стала фармацевтическая компания «Дарница». Эта компания предложила наивысшую на момент торгов сумму 172 млн гривен. Всего участников торгов было 5, но самого БХФЗ среди них не было. Купив этот пакет акций, «Дарница» формально стала крупнейшим акционером БХФЗ.  
«Дарница» пыталась войти в органы управления БХФЗ и установить контроль за финансовой политикой предприятия. После этого Беспалько попытались аннулировать аукцион по продаже 30% акций БХФЗ .
В 2018 году БХФЗ подал в Киевский хозяйственный суд иск о незаконности продажи 30% акций Киевом на том основании, что “отчуждение Киевским городским советом пакета акций в пользу “Дарницы” состоялось по заниженной стоимости, что нанесло ущерб экономическим интересам территориальной общины города Киева и нарушило общественный порядок”.
В 2019 году суд постановил, что только Киевский городской совет может обращаться в суд за защитой нарушенных прав и интересов территориальной общины города Киева, а БХФЗ не уполномочен представлять интересы территориальной общины. Таким образом, продажа акций в 2015 году признана законной .

### Вывод денег из БХФЗ на личные компании членов семьи Беспалько
Конфликт между семьей Беспалько и «Дарницей» продолжался длительное время. «Дарница» выиграла несколько судов о доступе к документам для аудита, но фактически доступ так и не был ей предоставлен. Не имея возможности провести аудит финансовой деятельности БХФЗ, «Дарница» организовала forensic-аудит Архивная копия от 19 августа 2021 на Wayback Machine БХФЗ с целью выявления возможных злоупотреблений со стороны Беспалько и топ-менеджмента БХФЗ.
В результате forensic-расследования контрактов БХФЗ по закупке Борщаговским химико-фармацевтическим заводом фармацевтического сырья, проведенного аудиторской компанией «Крестон Джи Си Джи Аудит Архивная копия от 11 августа 2021 на Wayback Machine», стало известно, что БХФЗ делал надбавку в оплатах за фармацевтическое сырье. Эта надбавка поступала на счет английской фирмы «Метабей Импорт/Экспорт Лтд», принадлежащей Ирине Ржепецкой. Ирина Ржепецкая является директором по развитию бизнеса БХФЗ и дочерью Николая и Людмилы Беспалько.  
Forensic-расследование включало, в том числе, анализ публичной отчетности, и показало, что рентабельность БХФЗ в период с 2015 по 2017 год существенно снизилась по сравнению с предыдущими годами и в сравнении с остальными игроками фармацевтического рынка Украины.
Эксперты пришли к заключению, что с 2016 по 2018 год на счет компании Ирины Ржепецкой по этой схеме поступили не менее 6,8 млн долларов США, принадлежавших БХФЗ.
Результаты расследования легли в основу исковых заявлений в Высокий суд справедливости в Лондоне, суд швейцарского кантона Лугано, суд Германии и Хозяйственный суд Киева, Украина.
В мае 2021 года Высокий суд справедливости в Лондоне и Хозсуд Киева утвердили исковые требования к Ржепецкой и Беспалько в размере 6,8 млн долларов.
Высокий суд справедливости арестовал 6,8 млн долларов на счетах фирмы «Метабей».
Судебные разбирательства продолжаются в настоящее время.

### Уголовное преследование Ирины Ржепецкой и директора «Фармаплант» Сергея Шлегеля в Германии и Швейцарии
Одновременно с началом судебного разбирательства по факту мошенничества против акционеров БХФЗ, суд Германии начал рассмотрение подозрений в неуплате налогов и отмывании денег Ириной Ржепецкой.
Ржепецкая фигурирует в расследовании как соучастница в присвоении и отмывании денег. Также она подозревается властями Германии в неуплате налогов.
В 2019 году прокуратура кантона Женева начала расследование относительно Ржепецкой, «Метабей» и директора этой компании Пьера де Мерейя. В Швейцарии их тоже подозревают в отмывании денег.
Заявление в прокуратуру Женевы подал «РКВ Privatbank». В «РКВ Privatbank» есть счет «Метабей», и в банке тоже подозревают, что Ржепецкая отмывает деньги.
Расследования правоохранительными органами Англии, Германии и Швейцарии по состоянию на июнь 2021 года продолжаются.

### Махинации с автоматизированной системой распределения дел между судьями
1, 3, 7, 8 и 10 июня директор ПАО НПЦ «Борщаговский химико-фармацевтический завод» (БХФЗ) Михаил Пасечник подал в Печерский районный суд г. Киева пять исков о защите чести, достоинства и деловой репутации против адвоката юридической фирмы Aequo Евгения Левицкого, интернет-СМИ «РБК-Украина» и фарм-фирмы «Дарница». Все пять исков абсолютно идентичные.
Практика подачи одинаковых исков используется для того, чтобы обойти систему автоматического распределения дел между судьями. Хотя бы один из этих исков распределила на судью, “удобного” истцу, а потому закон прямо запрещает это делать.
Согласно п.2 ч.2 ст. 44 Гражданского процессуального кодекса Украины, “в зависимости от конкретных обстоятельств суд может признать злоупотреблением процессуальными правами действия, которые противоречат задаче гражданского судопроизводства, в частности, подача нескольких исков к одному и тому же истцу (истцам) по тому же самому предмету и на тех же самых основаниях, или подача нескольких исков с аналогичным предметом и на аналогичных основаниях, или совершение других действий, целью которых является манипуляция автоматизированным распределением дел между судьями”.
Тем не менее, Печерский районный суд проигнорировал подачу пяти одинаковых исков от имени Пасечника. Дело получил для рассмотрения судья Виталий Писанец. Первое судебное заседание было назначено на 30 августа 2021 года.

## Структура предприятия
В структуре ПАО НПЦ «Борщаговской ХФЗ» есть подразделения, выполняющие следующие функции:
- Разработка инновационных лекарственных средств и внедрение в производство новых технологий;
- Клинические испытания и фармнадзор;
- Производство, контроль и надзор за качеством выпускаемой продукции;
- Маркетинг, распространение на рынке и реализация.

### Продукция
БХФЗ выпускает более 120 наименований лекарственных средств различных групп, среди которых — Кверцетин, Азитромицин, Ибупрофен, Парацетамол и др. На этапе разработки находится порядка 25 новых препаратов. Производственные мощности ПАО НПЦ «Борщаговский ХФЗ» позволяют выпускать препараты различных лекарственных форм:
- таблетки;
- капсулы;
- порошки для приготовления раствора для инъекций;
- сиропы и суспензии;
- водно-спиртовые растворы;
- линименты;
- мази, гели, кремы;
- гранулы;
- порошки / порошки кожные;
- лиофилизат для растворов для инъекций;
- растворы и концентраты для растворов;
- субстанции, экстракты, действующих вещества в составе лекарственных средств.

## Награды
В 2003 году Президент Украины Леонид Кучма наградил почетной грамотой и присвоил звание «Заслуженного работника промышленности» Беспалько Людмилу Васильевну, генерального директора ОАО НПЦ «Борщаговский ХФЗ».
Также в 2003 году почетную грамоту Кабмина получили Глушак Мария Ивановна, заместитель генерального директора по качеству — начальник отдела по контролю качества, и Шестопал Оксана Анатольевна, начальника технического отдела закрытого акционерного общества Научно-производственный центр «Борщаговский химико-фармацевтический завод».
В 2004 году Кабмин принял решения о награде почетной грамотой Медведева Леонида Федоровича, начальника отдела информационных технологий закрытого акционерного общества, а также Шаламая Анатолия Севастяновича, заместителя генерального директора по науке, начальника опытно-внедренческой лаборатории.
В 2006 году Борщаговский химико-фармацевтический завод награжден Дипломом Министерства охраны окружающей природной среды Украины и медалью «Народная честь» за экологически чистое производство.
В 2007 году Коллективный договор Борщаговского химико-фармацевтического завода на Всеукраинском конкурсе Федерации профсоюзов Украины занял 1 место за лучший коллективный договор, эффективное ведение социального диалога и достижения высоких результатов в реализации социально-трудовых прав и интересов персонала предприятия.
В 2019 году Борщаговский химико-фармацевтический завод удостоен номинации «Лучший экспортер года» среди средних предприятий города Киева в отрасли «Производство основных фармацевтических продуктов и фармацевтических препаратов».